# Hyles pyrias
Hyles pyrias är en fjärilsart som beskrevs av Edward Meyrick 1899. Hyles pyrias ingår i släktet Hyles och familjen svärmare. Inga underarter finns listade i Catalogue of Life.